# Benedikt Paul Göcke

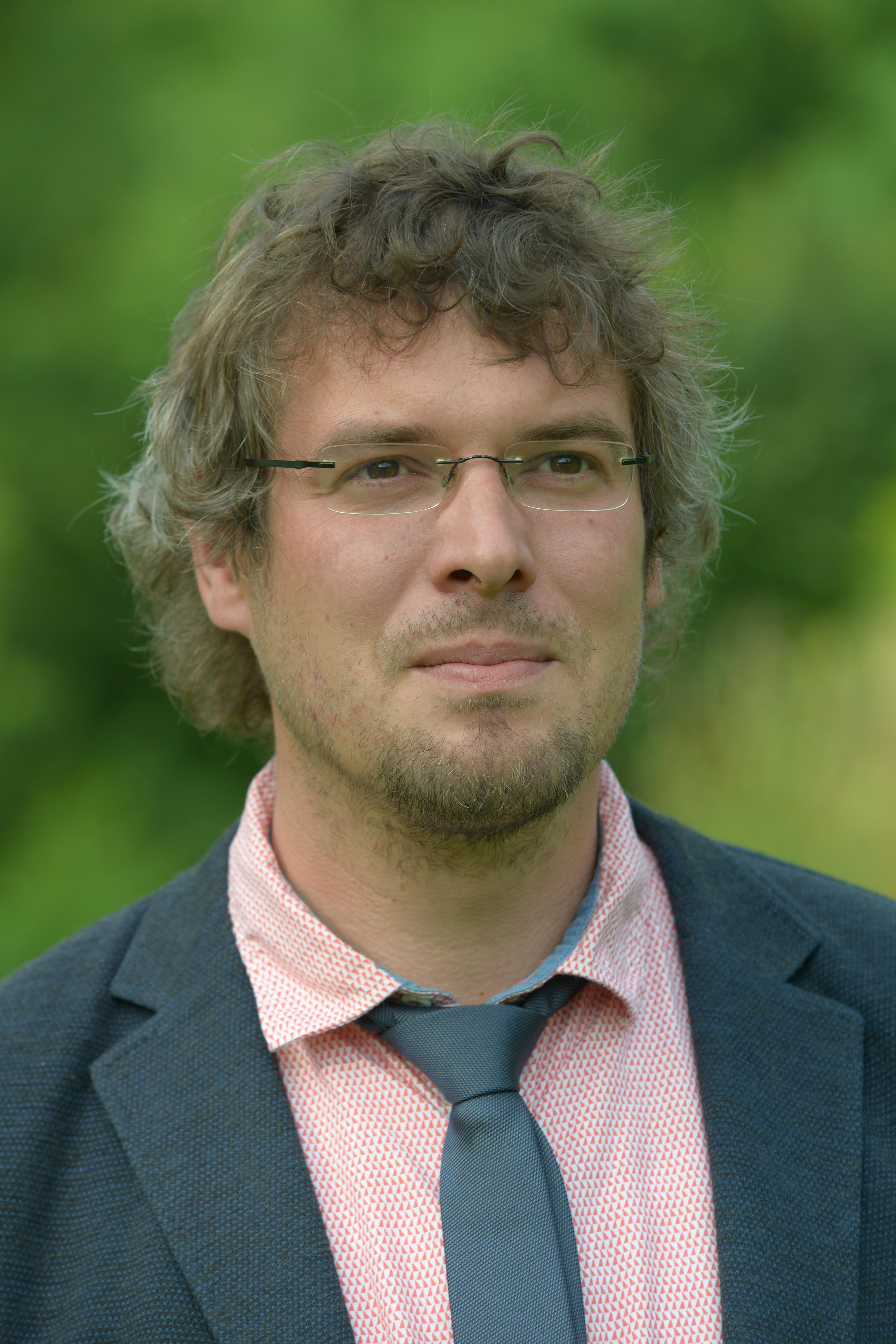
Benedikt Paul Göcke (2019)

Benedikt Paul Göcke (* 1. Mai 1981 in Steinfurt-Borghorst) ist ein deutscher Philosoph und römisch-katholischer Theologe. Er ist Universitätsprofessor für Religionsphilosophie und Wissenschaftstheorie an der Katholisch-Theologischen Fakultät der Ruhr-Universität Bochum und assoziiertes Mitglied der Faculty of Theology and Religion an der Universität Oxford, England. Seine Forschungen erstrecken sich sowohl auf den Bereich der theoretischen als auch auf den der praktischen und historischen Philosophie und lassen sich in drei Schwerpunkte einteilen: Wissenschaftstheorie und Metaphysik, Transhumanismus und Ethik der Digitalisierung, Karl Christian Friedrich Krause (1781–1832) und der Deutsche Idealismus.

## Leben
Nach einem Studium der Philosophie, Katholischen Theologie und Religionswissenschaft an der Westfälischen Wilhelms-Universität Münster promovierte Göcke dort im Jahr 2011 bei Klaus Müller mit einer Arbeit zum Panentheismus Karl Christian Friedrich Krauses an der Katholisch-Theologischen Fakultät. Im Jahr 2013 folgte eine weitere Promotion an der Hochschule für Philosophie in München. Die Arbeit wurde von Godehard Brüntrup betreut und unter dem Titel A Theory of the Absolute bei Palgrave Macmillan im Jahr 2014 veröffentlicht. Von 2008 bis 2012 war Göcke zudem Wissenschaftlicher Mitarbeiter im Exzellenzcluster Religion und Politik bei Klaus Müller und von 2010 bis 2013 Junior Research Fellow für Philosophie an der Blackfriars Hall der Universität Oxford. Von 2012 bis 2015 war Göcke Postdoktorand am Lehrstuhl für Philosophisch-Theologische Grenzfragen bei Christian Tapp an der Katholisch-Theologischen Fakultät der Ruhr-Universität Bochum (RUB). Seit 2016 ist er dort als Gruppenleiter des Emmy Noether-Projektes Theologie als Wissenschaft! Naturalismus und Wissenschaftstheorie als Herausforderungen katholischer Theologie tätig. Nach einer Juniorprofessur (2017–2019) wurde Paul Göcke dort 2019 Professor für Religionsphilosophie und Wissenschaftstheorie. Seit 2017 ist er assoziiertes Mitglied der Fakultät für Theologie und Religion der Universität Oxford.

## Schaffen
Auf dem Gebiet der Wissenschaftstheorie und der Metaphysik stehen insbesondere Fragen nach der wissenschaftstheoretischen Verortung der Theologie im Mittelpunkt von Paul Göckes Forschungen. Göckes Arbeit beschäftigt sich mit wissenschaftstheoretischer Grundlagenforschung, die den Begriff der Wissenschaftlichkeit menschlicher Tätigkeiten zu spezifizieren versucht, um darauf basierend allgemeine Strukturmerkmale geistes- und naturwissenschaftlicher Forschung auszuloten und ein Demarkationskriterium zur Unterscheidung von Wissenschaften und Pseudo-Wissenschaften zu entwickeln. Darüber hinaus werden ausgehend von den wissenschaftstheoretischen Grundlagen die spezifischen Bedingungen konfessionsgebundener und wissenschaftlicher Theologie untersucht. Einen besonderen Schwerpunkt bilden die naturalistischen und atheistischen Einwände gegen die Wissenschaftlichkeit der Theologie.
Auf dem Gebiet des Transhumanismus und der Ethik der Digitalisierung konzentrieren sich Göckes Forschungen zum einen darauf, die philosophische Agenda des Transhumanismus zu analysieren und die Argumente, die gegen und für eine kybernetische Veränderung der biologischen Natur des Menschen sprechen, kritisch im Dialog mit den Neurowissenschaften und der Philosophie abzuwägen. Zum anderen forscht Göcke zu den religiös-kodierten Annahmen der transhumanistischen Agenda und ihrer Heilsversprechen und untersucht, inwiefern Elemente transhumanistischen Denkens aus christlicher Perspektive, etwa im Sinne der Prozesstheologie, unterstützt werden können.
In historischer Hinsicht setzt sich Göcke insbesondere mit der Philosophie Karl Christian Friedrich Krauses (1781–1832) auseinander, den er im Kontext der klassischen deutschen Philosophie betrachtet. Paul Göcke will zeigen, dass Karl Christian Friedrich Krauses Denken zu Unrecht in Vergessenheit geraten ist. Aus Göckes Sicht hinterließ Krause das erste konsequent panentheistische System der Philosophie, das als Alleinheitsphilosophie von Gott und Welt eine allumfassende metaphysische Theorie darstellt, die alle wesentlichen Bereiche philosophischen Denkens vereint. Eine ernsthafte Auseinandersetzung mit dem Werk Krauses zeige, dass es durch seine inhaltliche Ausrichtung und argumentative Absicherung unmittelbar anschlussfähig an zahlreiche gegenwärtige Diskussionen ist, wie beispielsweise in der Nachhaltigkeitsethik, der Religionsphilosophie, der Anthropologie und der politischen Philosophie.

## Auszeichnungen
- Heinz-Maier-Leibnitz-Preis der DFG für herausragende Nachwuchswissenschaftler (2018)[2]

## Publikationen (Auswahl)

### Monographien
- Alles in Gott? Zur Aktualität des Panentheismus Karl Christian Friedrich Krauses. Friedrich Pustet 2012. ISBN 978-3-7917-2430-0.
- A Theory of the Absolute. Palgrave Frontiers in Philosophy of Religion. Palgrave Macmillan 2014. ISBN 978-1-137-41281-2
- The Panentheism of Karl Christian Friedrich Krause (1781–1832). From Transcendental Philosophy to Metaphysics. Peter Lang, Oxford und Berlin 2018. ISBN 978-3-631-74690-5.

### Herausgeberschaften
- mit Margit Wasmaier-Sailer: Idealismus und natürliche Theologie. Karl Alber, Freiburg 2011. ISBN 978-3-495-48458-6.
- After Physicalism. The University of Notre Dame Press, Indiana 2012. ISBN 978-0-268-03000-1.
- mit Ruben Schneider: Gottes Handeln in der Welt. Neue Ansätze aus Theologie und analytischer Philosophie. Friedrich Pustet, Regensburg 2017. ISBN 978-3-7917-2917-6.
- Die Wissenschaftlichkeit der Theologie. Band 1: Historische und systematische Perspektiven. (Studien zur Theologie, Ethik und Philosophie). Aschendorff, Münster 2018. ISBN 978-3-402-11913-6.
- mit Christian Tapp: The Infinity of God. Philosophical and Theological Perspective. The University of Notre Dame Press, Indiana 2018. ISBN 978-0-268-10413-9.
- mit Frank Meier-Hamidi: Designobjekt Mensch. Der Transhumanismus auf dem Prüfstand. Herder, Freiburg im Breisgau 2018. ISBN 978-3-451-37851-5.
- mit Lukas Ohler: Wissenschaftlichkeit der Theologie. Band 2: Katholische Disziplinen und ihre Wissenschaftstheorien. (Studien zur Theologie, Ethik und Philosophie). Aschendorff, Münster 2019. ISBN 978-3-402-11918-1.
- mit Christian Pelz: Wissenschaftlichkeit der Theologie. Band 3: Theologie und Metaphysik (Studien zur Theologie, Ethik und Philosophie). Aschendorff, Münster 2020. ISBN 978-3-402-11920-4.
- mit Godehard Brüntrup und Ludwig Jaskolla: Panentheism and Panpsychism. Philosophy of Religion meets Philosophy of Science. Mentis, Paderborn 2020. ISBN 978-3-95743-171-4.
- mit Ricardo Silvestre, Jean-Yves Beziau und Purushottama Bilimoria: Beyond Faith and Rationality. Essays on Logic, Religion, and Philosophy. Springer, Dordrecht 2020. ISBN 978-3-030-43535-6.